# Titouan Perrin-Ganier
Titouan Perrin-Ganier (28 de junio de 1991) es un deportista francés que compite en ciclismo de montaña en la disciplina de campo a través.
Ganó seis medallas de oro en el Campeonato Mundial de Ciclismo por Eliminación entre los años 2017 y 2023, y cinco medallas en el Campeonato Europeo de Ciclismo de Montaña entre los años 2017 y 2023.

## Medallero internacional
| Campeonato Mundial | Campeonato Mundial        | Campeonato Mundial | Campeonato Mundial |
| Año                | Lugar                     | Medalla            | Competición        |
| ------------------ | ------------------------- | ------------------ | ------------------ |
| 2017               | Chengdu (China)           | Medalla de oro     | Eliminación        |
| 2018               | Chengdu (China)           | Medalla de oro     | Eliminación        |
| 2019               | Waregem (Bélgica)         | Medalla de oro     | Eliminación        |
| 2020               | Lovaina (Bélgica)         | Medalla de oro     | Eliminación        |
| 2022               | Barcelona (España)        | Medalla de oro     | Eliminación        |
| 2023               | Palangka Raya (Indonesia) | Medalla de oro     | Eliminación        |
| Campeonato Europeo |                           |                    |                    |
| Año                | Lugar                     | Medalla            | Competición        |
| 2017               | Darfo Boario (Italia)     | Medalla de oro     | Eliminación        |
| 2018               | Graz (Austria)            | Medalla de oro     | Eliminación        |
| 2019               | Brno (República Checa)    | Medalla de plata   | Eliminación        |
| 2020               | Monteceneri (Suiza)       | Medalla de oro     | Eliminación        |
| 2023               | Sakarya (Turquía)         | Medalla de plata   | Eliminación        |